# Ernest August de Brunsvic-Lüneburg
Ernest August de Brunsvic-Lüneburg, conegut també com a Ernest August de Hannover, (en alemany Ernst August von Braunschweig-Calenberg) va néixer a Herzberg am Harz (Alemanya) el 20 de novembre de 1629 i va morir a Herrenhausen el 23 de gener de 1698. Era fill del duc Jordi (1582-1641) i d'Anna Elionor Hessen-Darmstadt (1601-1659).
Essent el quart fill, tenia poques possibilitats de succeir el seu pare com a governant, de manera que el van nomenar administrador d'Osnabrück, d'acord amb la Pau de Westfàlia. Malgrat tot, en morir dos dels seus germans grans sense descendència, ell va heretar els principats de Calenberg i Göttingen. Més tard, Ernest August unificaria diversos territoris a l'entorn de Hannover i el 1683, en contra de la voluntat dels seus cinc fills menors, Ernest August va establir que el seu territori no se subdividís més després de la seva mort. Duc de Brunsvic-Luneburg, va ser el primer Elector de Hannover a ser convertit aquest ducat en electorat del Sacre Imperi Romanogermànic, el 1692, per l'Emperador Leopold I d'Habsburg, al servei del qual va lluitar en la Gran Guerra Turca.
La seva dona va ser declarada, el 1701 hereva de la corona britànica, cosa que permetria que el seu fill gran accedís efectivament al tron com a rei de la Gran Bretanya.

## Matrimoni i fills
El dia 30 de setembre de 1658 contragué matrimoni a Heidelberg amb la princesa Sofia de Wittelsbach (1630-1714), Filla de l'elector Frederic V, elector palatí (1596-1632) i de la princesa Elisabet d'Anglaterra (1592-1662). La parella tingué set fills:
- SM el rei Jordi I de la Gran Bretanya, nat a Hannover el 1660 i mort a Osnabrück el 1727. Es casà amb la princesa Sofia Dorotea de Celle (1666-1726).
- SAR el príncep Frederic August de Hannover, nat a Hannover el 1661 i mort a Hannover el 1690.
- SAR el príncep Maximilià Guillem de Hannover, nat a Hannover el 1666 i mort a Hannover el 1726.
- SAR la princesa Sofia Carlota de Hannover, nada a Osnabrück el 1668 i morta a Hannover el 1705. Es casà amb el rei Frederic I de Prússia.
- SAR el príncep Carles Felip de Hannover, nat a Hannover el 1669 i mort a Hannover el 1690.
- SAR el príncep Cristià Enric de Hannover, nat a Hannover el 1671 i mort el 1703.
- SAR el príncep Ernest August de Hannover, nat el 1674 a Osnabrück i mort el 1728 a Osnabrück.